# 鳥羽城
鳥羽城是一座位在志摩國答志郡鳥羽（今三重縣鳥羽市鳥羽）的城。鳥羽藩的藩廳便設在這裡。
由於是水軍之城，該城的大手門遂向靠海的一面突出，並因而有了鳥羽之浮城的稱呼。此外由於該城向海的一面是黒色，而靠山的一面塗成白色，所以又稱作二色城、錦城。

## 歷史

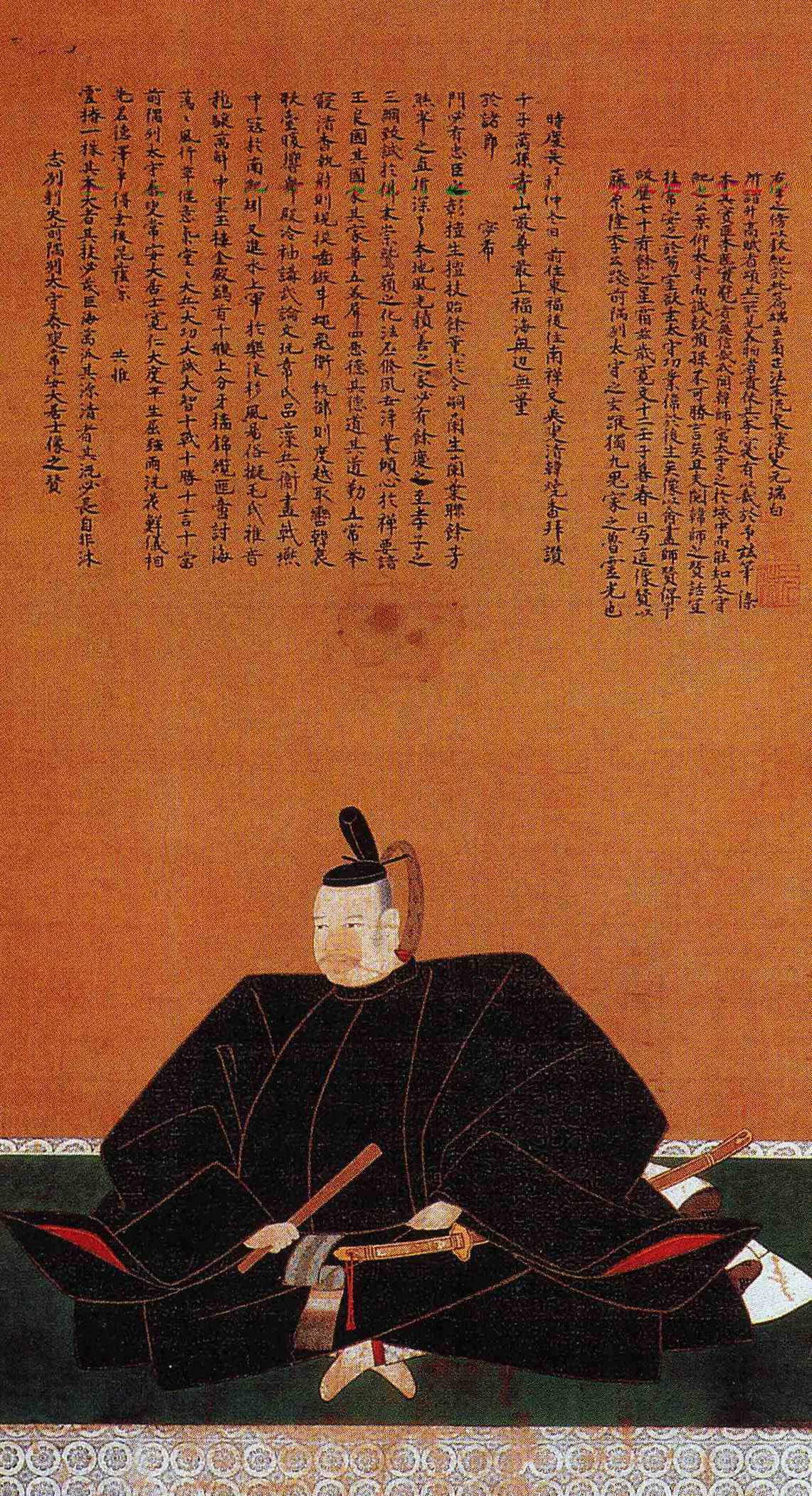
九鬼嘉隆

鳥羽城所在的桶之山（志摩國答志郡鳥羽）向鳥羽灣突出的部分在中世時建有橘氏的宅邸（日语：居館）。文祿三年（1594年）時，身為豐臣秀吉家臣的九鬼嘉隆在此處築城。之後該城的所有權歷經九鬼家3代、內藤家3代、天領、土井家1代、大給（松平）家1代、板倉家1代、戸田（松平）1代，到了享保十年（1725年）以後在稻垣家8代的經營下才逐漸穩定下來。
安政元年（1854年）由於地震導致城內天守以下的建築物倒塌，但未加以修理，而到了明治四年（1871年）設置度會縣的同時被出售且拆毀。

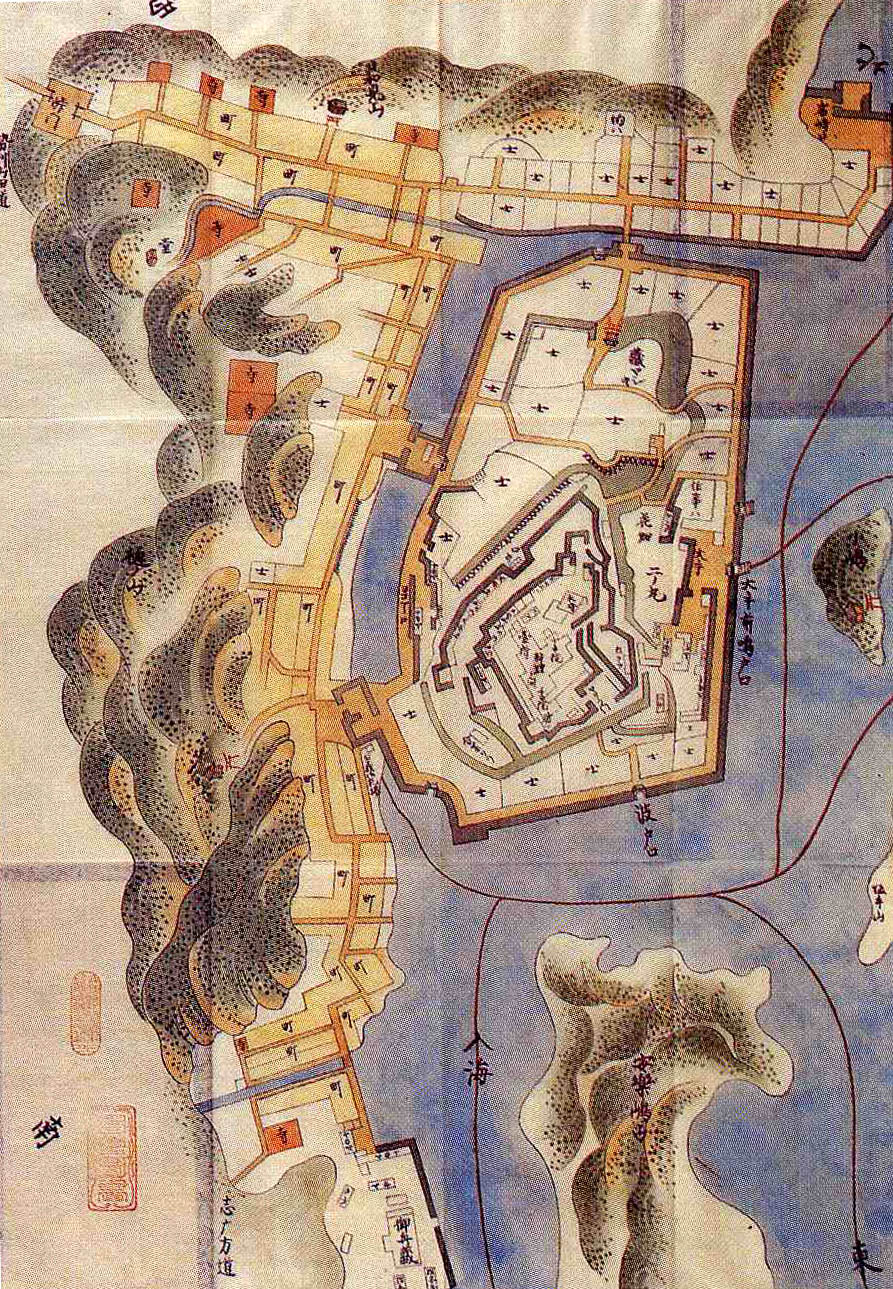
鳥羽城古繪畫（淺野文庫所蔵）

### 現狀
現在鳥羽水族館後面低矮的山丘便是鳥羽城所在處。本丸遺跡成了市立鳥羽小学校的運動場。山麓北側的武家宅邸遺跡則建有市役所、城山公園、舊鳥羽幼稚園等等建築，殘留下來的遺跡只有本丸與舊家老宅邸的石牆。昭和四十年（1965年）12月時被指定為三重縣史蹟。

## 圖片

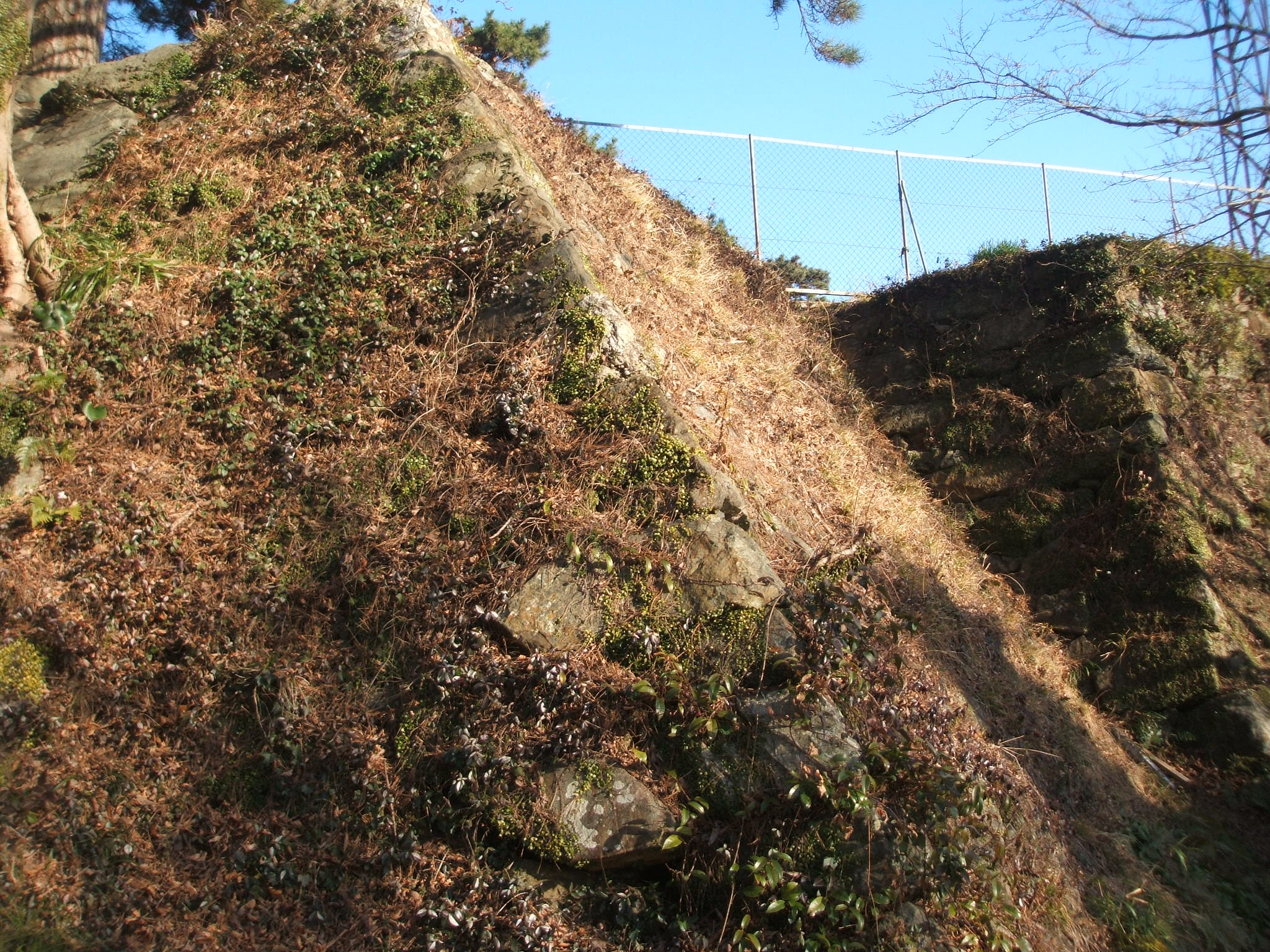
鳥羽城石垣
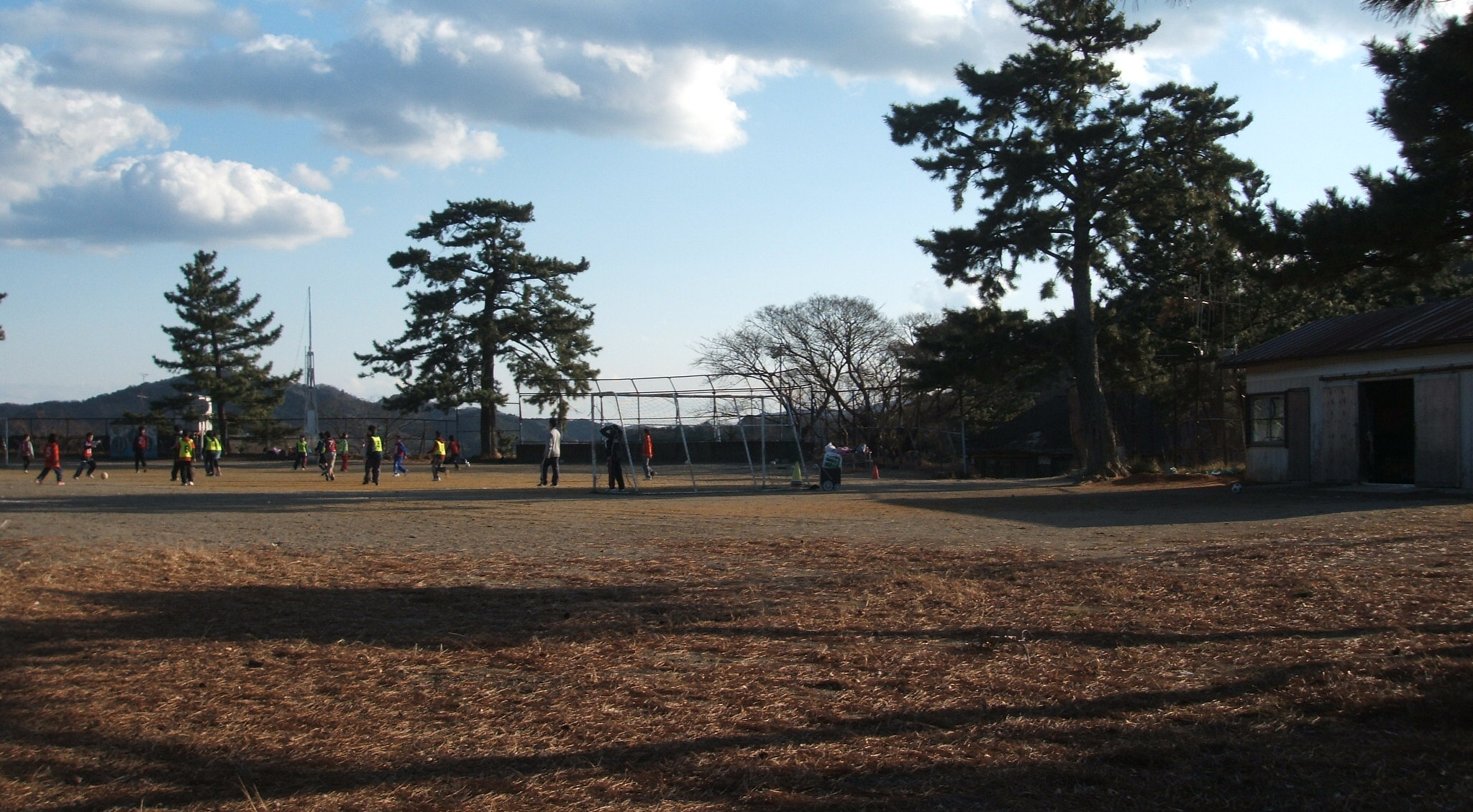
本丸的天守遺跡
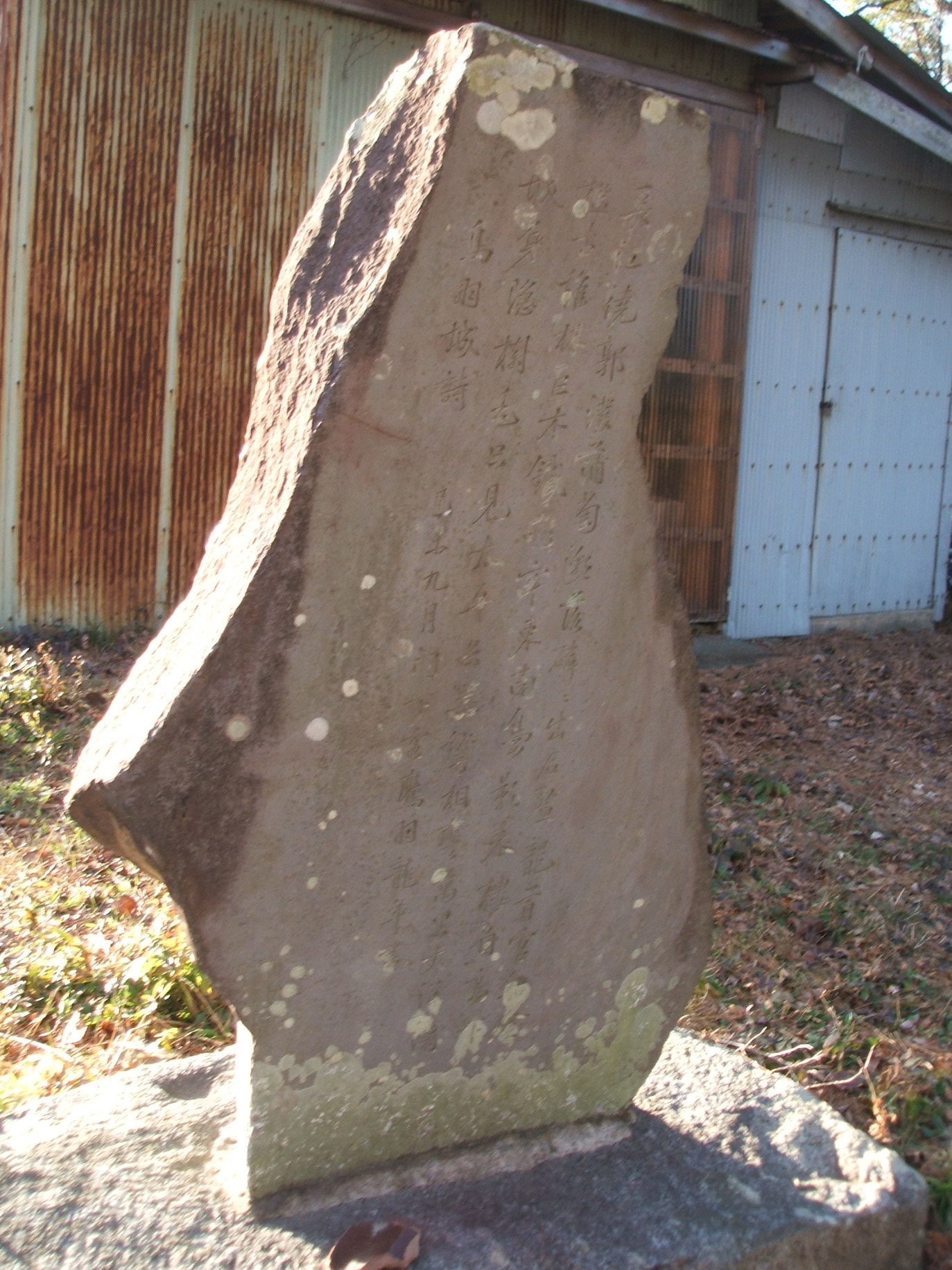
鳥羽城石碑

## 関連項目
- 鳥羽市
- 九鬼嘉隆
- 水軍
- 日本城堡列表

## 外部連結
- 『鳥羽城之絵図』三重縣生活部文化振興室縣史編Group
- 鳥羽市官網，鳥羽城跡
- 伊勢志摩きらり千選，鳥羽城跡と城山公園